# Schuppan 962CR
Schuppan 962CR – supersamochód zbudowany w 1994 przez australijskiego kierowcę wyścigowego Verna Schuppana. Został stworzony jako wyraz uznania dla Schuppana za zwycięstwo w 24 Godzinnym Wyścigu Le Mans w 1983 oraz w 1989 All Japan Sports Prototype Championship. Schuppan 962CR opiera się na modelu 962, który dominował w tamtych czasach w seriach wyścigów Le Mans, 962 jeździł Vern Schuppan.

## Podstawowe dane techniczne Schuppan 962CR
| Schuppan:         | 962 CR                        |
| ----------------- | ----------------------------- |
| Lata produkcji:   | 1994                          |
| Liczba:           | 6 sztuk                       |
| Silnik:           | B6 Twin-Turbo 24v, centralnie |
| Pojemność:        | 3294 cm³                      |
| Moc:              | 447 kW/600 KM @ 7000 U/min    |
| Max. moment obr:  | 650 Nm @ 6800 U/min           |
| 0–80 km/h:        | 2,6 s                         |
| 0–100 km/h:       | 3,4 s                         |
| 0–160 km/h:       | 6,0 s                         |
| 0–200 km/h:       | 9,0 s                         |
| 0–240 km/h:       | 12,5 s                        |
| 0–300 km/h:       | 23,0 s                        |
| 0–320 km/h:       | 27,8 s                        |
| 0–1/4 mili:       | 11,0 s                        |
| 100–0 km/h:       | 30,2 m                        |
| V-max:            | 370 km/h                      |
| Średnie spalanie: | 25,3 l/100 km                 |
| Masa:             | 1050 kg                       |

## Dane Techniczne

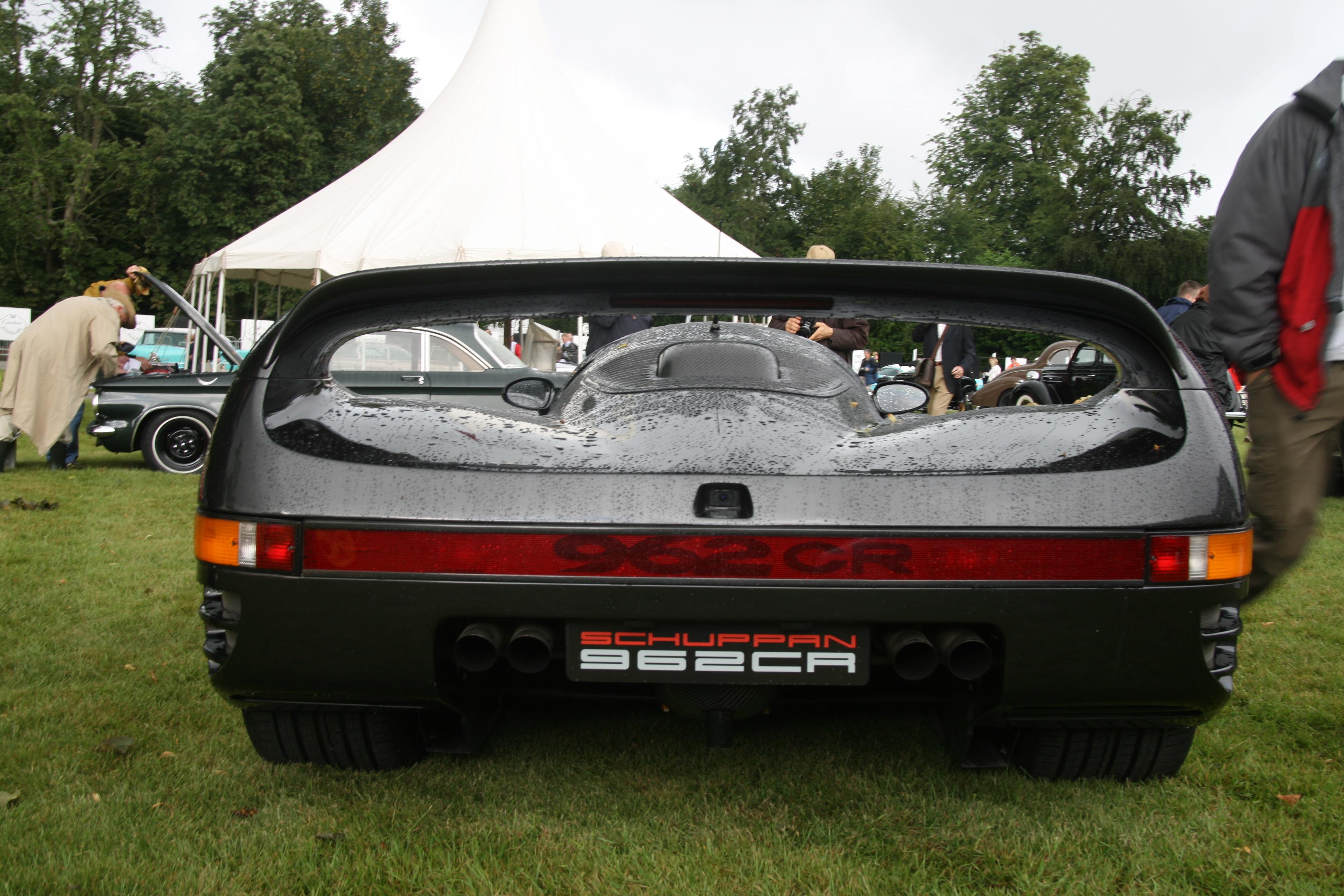
Tył Schuppana 962 CR

| Marka i model:                       | Schuppan 962 CR                                            |
| ------------------------------------ | ---------------------------------------------------------- |
| Silnik:                              | B6 DOHC 24v (6-cylindrowy Boxer z dwoma turbosprężarkami)  |
| Pojemność skok.:                     | 3294 cm³                                                   |
| Średnica cylindra x skok tłoka (mm): | 97 x 74,4 mm                                               |
| Moc kW (KM):                         | 447 kW (600 KM) @ 7000 1/min                               |
| Max. moment obrotowy:                | 650 Nm przy 6800 1/min                                     |
| Stopień sprężania:                   | 7,5:1                                                      |
| Przełożenia/skrzynia biegów:         | 5-biegowa manualna, RWD                                    |
| Układ hamulcowy:                     | Stalowe tarcze. Przód: 355 mm/Tył: 355 mm                  |
| Karoseria/Nadwozie:                  | W całości z kevlaru                                        |
| Rozstaw osi:                         | 2794 mm                                                    |
| Opony:                               | Felgi – z tytanu (przód: 255 x 35 ZR18/tył: 345 x 35 ZR18) |
| Miary D x S x W (mm):                | 4280 x 2000 x 1066 mm                                      |
| Zbiornik paliwa:                     | 120 l                                                      |
| Masa własna:                         | 1050 kg                                                    |
| Prędkość maksymalna (km/h):          | 370 km/h                                                   |
| Przyśpieszenie 0–100 km/h:           | 3,4 s                                                      |
| Przyśpieszenie 0–200 km/h:           | 9,0 s                                                      |